# Gobierno de Jorge Ubico
El gobierno de Jorge Ubico es el período histórico de la República de Guatemala que comprende del 14 de febrero de 1931 al 1 de julio de 1944, y corresponde a la presidencia del general Jorge Ubico Castañeda, quien asumió poderes autoritarios, mantuvo una asamblea legislativa fiel a sus órdenes y mantuvo y aumentó las concesiones a la trasnacional estadounidense United Fruit Company.  Uno de sus principales objetivos fue lograr una reorganización de la Administración Pública, para lo cual nombró a varios allegados, los llamados ubiquistas, en posiciones clave del Gobierno, entre ellos el coronel Roderico Anzueto, que ocupó el cargo de jefe de la Policía.
El régimen de Ubico se caracterizó por los intentos de este de estabilizar las finanzas del Estado, para lo cual redujo el gasto público. También fue significativo su impulso a la construcción de obra pública, especialmente carreteras, en beneficio de la actividad cafetalera, dominada por inmigrantes alemanes en la Verapaz (donde había sido jefe político). Para la construcción de carreteras empleó trabajo forzado de indígenas, que eran vigilados por el departamento militar de diseño y construcción de carreteras y reclutados a la fuerza mediante la Ley de Vagancia. Su administración fue útil para el monopolio bananero de la UFCO, que se benefició con la política estadounidense para América Central durante la Segunda Guerra Mundial y había apoyado el ascenso de Ubico al poder.

## Gobierno
De acuerdo al escritor guatemalteco Efraín de los Ríos —quien fue un preso político durante la mayor parte de este período—, el gobierno de Ubico se caracterizó por el uso de métodos típicos de regímenes autoritarios: reprimió duramente a la oposición de cualquier índole (especialmente la de tinte comunista o democrático), envió al paredón de fusilamiento a los opositores internos de su partido e impuso censura a la prensa, de modo que toda noticia debía ser autorizada previamente por él un día antes de su publicación. Además, hizo cambios al artículo 66 de la Constitución para prolongar su permanencia en la presidencia.
Ubico reprimió fuertemente la delincuencia en los centros urbanos. Conforme a su reporte de gobierno de 1936, los asesinatos y homicidios descendieron de 1932 a 39 en 1935 y otros delitos habían descendido en más de un cincuenta por ciento. También utilizó la denominada «ley de fuga», por medio de la cual los acusados de delitos políticos eran ejecutados extrajudicialmente en un lugar conocido como La Barranquilla, cercano al lugar donde en 1950 se construyó el estadio Mateo Flores en la capital, o bien en las inmediaciones de la Penitenciaría Central de Guatemala. También combatió la corrupción del Estado con la creación de la Contraloría General de Cuentas de la Nación y del Tribunal de Cuentas. De esta manera comenzó a castigarse con cárcel el robo del erario público. Luego presionó a la Asamblea Legislativa a decretar una donación para él mismo, de doscientos mil dólares de la época, por sus contribuciones a la patria.

## División político-administrativa de la República
A partir de 1935, el gobierno del general Ubico reestructuró la división política de la República en un afán de simplificar la administración del país como parte de las medidas de austeridad que implementó para afrontar los efectos de la Gran Depresión. Para este efecto suprimió varios departamentos y municipios, los cuales fueron integrados a sus vecinos.

### Departamento de Amatitlán
El Departamento de Amatitlán fue suprimido por decreto legislativo 2081 del 29 de abril de 1935, el cual textualmente dice:
| «Considerando que es conveniente para los intereses del país la supresión del departamento de Amatitlán, por tanto decreta: - Articulo 1.°: Se suprime el departamento de Amatitlán - Artículo 2.°: Los municipios de Amatitlán, Villa Nueva, San Miguel Petapa y Villa Canales quedan incorporados al de Guatemala y los de Palín y San Vicente Pacaya al de Escuintla. - Artículo 3.°: El Ejecutivo dictará las medidas del caso para el cumplimiento, del presente decreto que entrara en vigor el 1ro. de julio del corriente año». |

### Departamento de El Progreso
Por su parte, se creó nuevamente el departamento de El Progreso; este departamento se había creado originalmente por el decreto 683 del 13 de abril de 1908 del gobierno del licenciado Manuel Estrada Cabrera «por la actividad comercial suscitada en los puntos por donde la vía férrea interoceánica pasaba se requería la más próxima vigilancia de las Autoridades no sólo para conservar el orden sino para encausar las diversas corrientes del adelanto á un fin común»; en esa oportunidad comprendía: Cabañas, Acasaguastlán, Morazán, Sanarate, San Antonio La Paz, San José del Golfo, Guastatoya, Sansaria y las aldeas que están al Noroeste de Chiquimula formando la mitad de dicho Municipio.  Tras el derrocamiento de Estrada Cabrera en abril de 1920, el departamento se suprimió por el decreto gubernativo N.º 756 del 9 de junio de 1920 del gobierno de Carlos Herrera y Luna, «por no llenar las aspiraciones que el gobierno tuvo en mira para su creación», volviendo los municipios que lo conformaban a los departamentos a que pertenecían, con excepción de Guastatoya que formó parte de Guatemala. El gobierno del general Jorge Ubico emitió el decreto legislativo de 1965 del 3 de abril de 1934 por medio del cual se creó de nuevo, pero esta vez sin el municipio de San José del Golfo.

### Municipios
Los siguientes municipios fueron descategorizado por el régimen del general Ubico en 1935 agregándolos como aldeas a municipios más grandes, aunque muchos de ellos recuperarían la categoría municipal durante los gobiernos del Dr. Juan José Arévalo Bermejo (1945-1951) y del coronel Jacobo Arbenz Guzmán (1951-1954):
| Departamento  | Municipio              | Disuelto                 | Adscrito como aldea de   | Restituido              |
| ------------- | ---------------------- | ------------------------ | ------------------------ | ----------------------- |
| Baja Verapaz  | Santa Cruz el Chol     | 29 de agosto de 1935     | Granados                 | 14 de noviembre de 1936 |
| Huehuetenango | Petatán                | 11 de diciembre de 1935  | Concepción Huista        | 27 de octubre de 2015   |
| Huehuetenango | Santiago Chimaltenango | 11 de diciembre de 1935  | San Pedro Nécta          | 2 de febrero de 1948    |
| Huehuetenango | San Gaspar Ixchil      | 11 de diciembre de 1935  | Colotenango              | 24 de octubre de 1947   |
| Huehuetenango | San Rafael Pétzal      | 11 de diciembre de 1935  | Colotenango              | 24 de octubre de 1947   |
| Quiché        | Canillá                | 26 de agosto de 1936     | San Andrés Sajcabajá     | 13 de noviembre de 1951 |
| Quiché        | N/A                    | 11 de diciembre de 1935  | Santa Cruz Barillas      | N/A                     |
| San Marcos    | San Cristóbal Cucho    | 11 de diciembre de 1935  | San Pedro Sacatepéquez   | 12 de julio de 1945     |
| San Marcos    | San José Ojetenam      | 11 de diciembre de 1935  | Ixchiguán                | 21 de junio de 1945     |
| San Marcos    | Río Blanco             | 1936                     | San Antonio Sacatepéquez | 1951                    |
| San Marcos    | Sipacapa               | 9 de diciembre de 1937   | Tejutla                  | 4 de diciembre de 1945  |
| Santa Rosa    | Jumaytepeque           | 2 de octubre de 1935     | Nueva Santa Rosa         | N/A                     |
| Santa Rosa    | San Miguel Aroche      | 4 de marzo de 1936       | Chiquimulilla            | N/A                     |
| Totonicapán   | San Bartolo            | 19 de septiembre de 1935 | Momostenango             | 9 de enero de 1949      |

## Entorno internacional

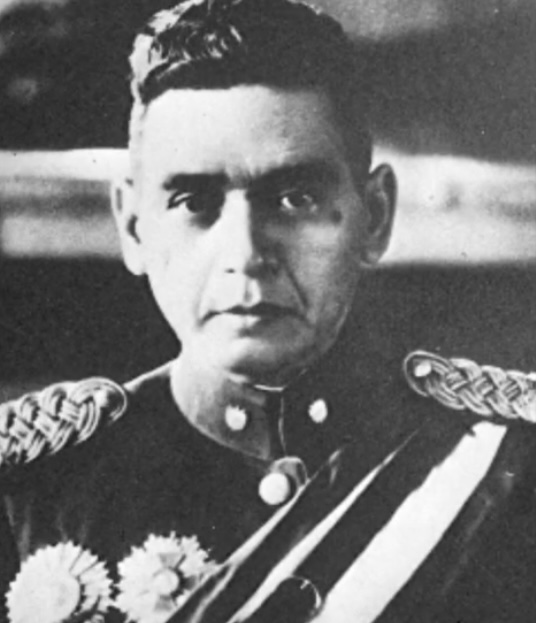
General de brigada General Maximiliano Hernández Martínez. De El Salvador; Martínez y Ubico se convirtieron en rivales en una contienda diplomática por el apoyo en todo el istmo. Después de algunos años de continua rivalidad, Martínez y Ubico se unieron a los líderes de Nicaragua, Honduras y Costa Rica en una distensión en la que cada uno acordó evitar movimientos rebeldes contra sus vecinos, reconociendo así que ninguno podía ganar ascendencia. Este acuerdo dio lugar al mito de una Liga de Dictadores Centroamericanos

El gobierno de Ubico se inició en 1929 en la Gran Depresión de Estados Unidos. Asimismo, en 1933, Adolf Hitler tomó el poder en Alemania, siete años antes del estallido de la Segunda Guerra Mundial. En 1932, en El Salvador ocurrió una rebelión de campesinos guiada por preceptos marxistas que a la postre fue aplastada. Con la finalidad de prevenir revueltas similares en Guatemala, Ubico ordenó el arresto y la detención de líderes del partido comunista; es más, tras la captura de estos, se cerraron los espacios políticos e incluso, algunos partidos pasaron a la clandestinidad hasta después de la caída de Ubico. Honduras y Nicaragua también estaban regidos por las férreas dictaduras de Tiburcio Carías Andino y Anastasio Somoza, respectivamente, y en la República Dominicana regía el «generalísimo» Rafael Leónidas Trujillo, aliado incondicional de Estados Unidos.

### Levantamiento campesino en El Salvador

Sombreada en rojo, la zona afectada por el levantamiento campesino de 1932, junto a la frontera con Guatemala.

El levantamiento campesino de 1932 en El Salvador fue una mezcla entre protesta e insurrección que acabó en etnocidio. Tras la llegada de los españoles a territorio salvadoreño, la situación económica y social de los nativos se caracterizó por la constante decadencia de las condiciones de vida, la cual se incrementó en los años próximos a la independencia. Tras la independencia de El Salvador, los gobiernos fueron propiciando la creación de un sistema desigual, el cual dejaba alejadas del progreso a las poblaciones nativas de los territorios del Señorío de Cuzcatlán. El Salvador, sumido en una profunda crisis económica por la caída de los precios del café y la crisis de 1929, se enfrentó a una oleada de protestas y rebeliones contra el sistema desigual de tenencia de tierras, que se agudizaron con las reformas presidenciales que despojaban a los campesinos de sus tierras ejidales para darlas a los grandes terratenientes. Los campesinos e indígenas se levantaron contra el Gobierno y atacaron instalaciones militares en el occidente del país, coincidiendo con una rebelión organizada por el Partido Comunista Salvadoreño (PCS) tras perder las elecciones que posteriormente acusaron de fraudulentas.
El resultado fue una respuesta militar del gobierno de Maximiliano Hernández Martínez, que ordenó la ejecución de todo aquel que se alzase contra el régimen. Algunos autores estiman una cifra cercana a los veinticinco mil fallecidos.
Tras el conflicto, los supervivientes buscaron huir hacia Guatemala. Como respuesta, el presidente Ubico, un reconocido anticomunista, ordenó acordonar la frontera, entregando al ejército salvadoreño a todo aquel que intentase cruzar al país vecino.

## Los alemanes en la Verapaz

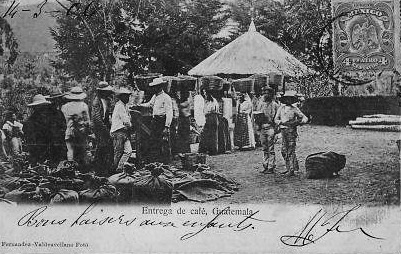
Entrega del café en las fincas cafetaleras de los alemanes.

Durante el período del Tercer Reich (1933-1945) en Alemania, que coincidió temporalmente casi por completo con el régimen de Ubico, hubo rumores que suponían que los alemanes en la Verapaz querían establecerse como una «nueva Alemania» con la política nacionalsocialista de Hitler. Los alemanes habían adquirido terrenos, manzanas, casas y fincas gracias a las concesiones de los presidentes liberales que gobernaron de 1885 a 1920 en Guatemala, y gozaron de privilegios durante el gobierno dictatorial del general Jorge Ubico, que simpatizaba con las políticas de Benito Mussolini en Italia, Francisco Franco en España y Adolf Hitler en Alemania. En 1941, en una visita a España, recibió la Orden de Isabel la Católica en grado de Collar del gobierno español.
Un incidente que afectó la existencia de la comunidad alemana verapacense fue cuando entre 1935 y 1936, el Tercer Reich pidió votar a sus ciudadanos sobre la anexión de Austria a Alemania: un barco alemán ancló en Puerto Barrios para efectuar la actividad y quienes asistieron fueron «fichados» como simpatizantes del régimen nazi.

### Visita del crucero alemán Emdem
Como parte de una gira de buena voluntad promocionando los Juegos Olímpicos de Berlín de 1936, en enero de ese año arribó a Guatemala el crucero alemán Emden. La tripulación del barco viajó en tren hasta la Ciudad de Guatemala, donde desfilaron ante militares de alto rango del gobierno del general Ubico y el público en general.

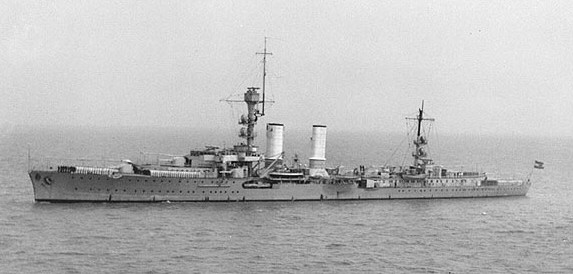
El crucero Emden.
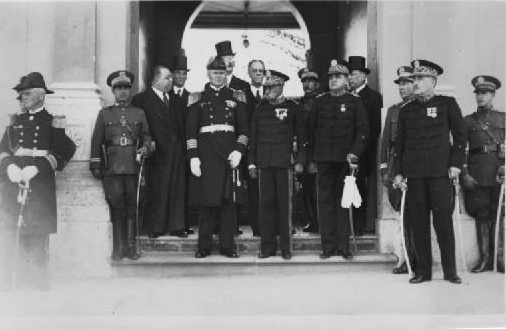
Oficiales del buque alemán junto al general José Reyes.
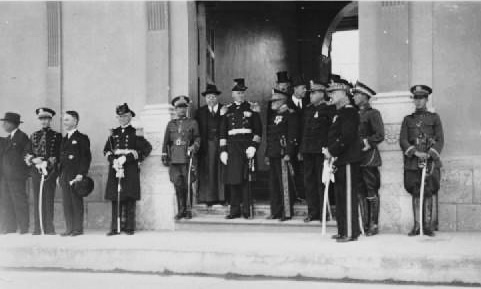
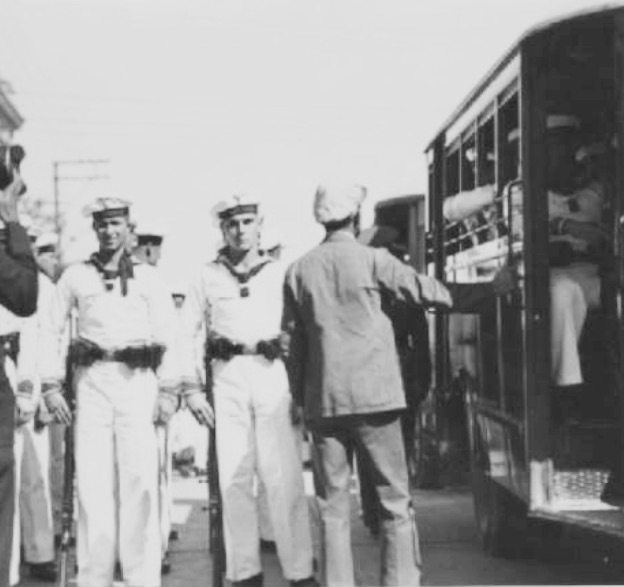
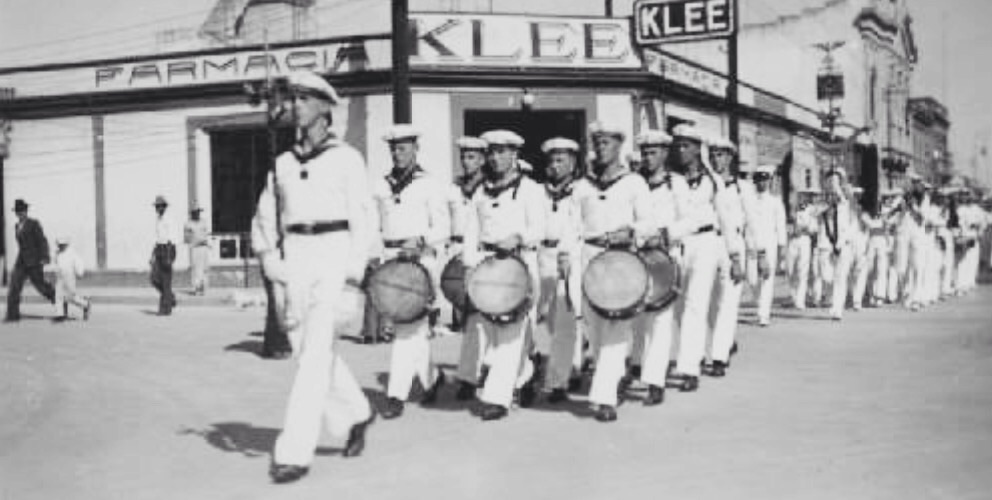
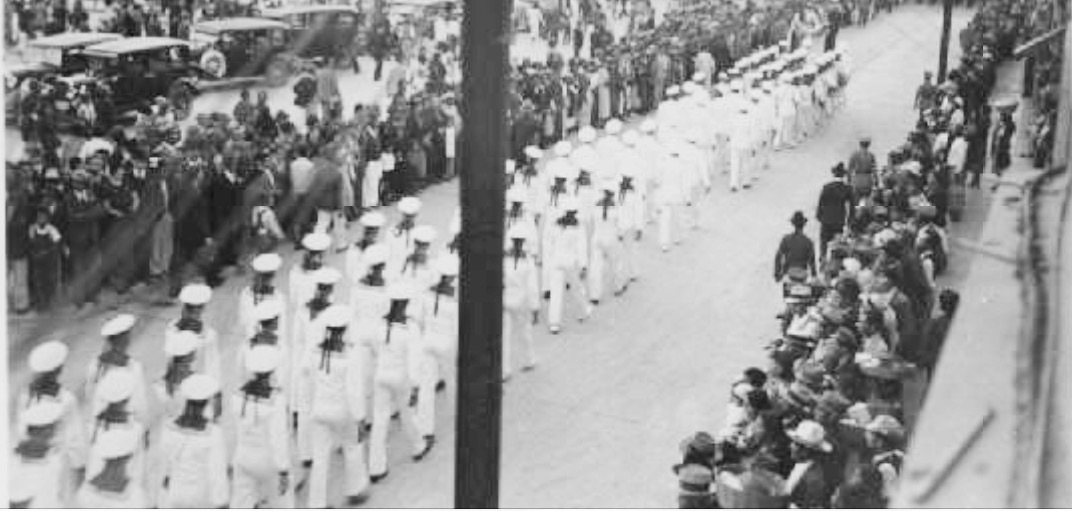

### Felicitación de Hitler e influencia fascista en Guatemala
En la Ciudad de Guatemala en 1933, fue fundada la Deutsches Haus (Casa del Partido), y más tarde se fundaron también en Quetzaltenango, Cobán, Retalhuleu, Mazatenango y Puerto Barrios y los alemanes residentes en Guatemala fundaron la Asociación de Trabajo de la Mujer Alemana. Además, desde 1935, simpatizantes del partido[¿cuál?] se hicieron con el control del Deutsche Zeitung, periódico que había sido fundado por alemanes en 1931. En noviembre de 1936 Guatemala reconoció a Franco, al igual que hicieron entonces Nicaragua y El Salvador.
Ese mismo año, se fundaron las juventudes hitlerianas en el Colegio Alemán, se adoptó la práctica del saludo de Hitler y se trató de hacer valer la teoría nazi de los arios, sin percatarse de que el Colegio Alemán tenía estudiantes de padres judíos. Y aunque muchos de estos grupos se dedicaban a actividades fundamentalmente culturales y a conmemorar la celebración de algunas fechas muy importantes para el nacionalsocialismo como el cumpleaños del Führer, el ascenso de Hitler al poder y el Día del Trabajo; los alemanes simpatizantes con el régimen tuvieron conflictos con el resto de germanos residentes en Guatemala, que habían llegado al país en el siglo XIX y que ya habían establecido sus familias en el país. Más tarde, en el año de 1937, Jorge Ubico recibió una carta del canciller alemán, Adolf Hitler, donde le felicitaba por su gobierno en Guatemala.
Cuando la Sociedad de Naciones condenó la guerra ítalo-etíope, Ubico retiró al representante de Guatemala de la Sociedad de las Naciones. Su gobierno fue uno de los primeros que reconoció el régimen de Francisco Franco, su telegrama de felicitación fue recibido en Madrid por los republicanos. La palabra «trabajadores» fue suprimida durante su régimen. En 1936, se estableció la Orden del Quetzal, y en 1937, le fue conferida a Benito Mussolini. El embajador de la Italia fascista en Guatemala se convirtió en uno de sus asesores. El régimen de Mussolini le otorgó a Ubico, 180 ametralladoras Beretta, 60 ametralladoras antiaéreas y 70 armas de Italia.
En 1937, alrededor de 3.000 alemanes vivían en Guatemala. El 4 de septiembre de 1939,  Ubico declaró la neutralidad terminante de Guatemala. El 11 de diciembre de 1941, Guatemala declaró la guerra al Reich alemán. Un conocido de Ubico, Erwin Paul Diesel, cafetalero de la finca Santa Margarita afirma que el general Ubico Castañeda se había inspirado en la legislación de la administración alemana en África del Sudoeste, en su famosa «Ley contra la vagancia».

### Durante la Segunda Guerra Mundial

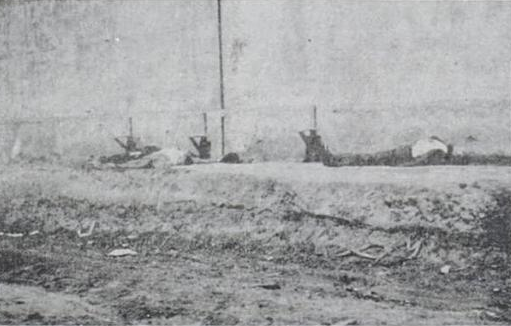
Fusilamiento de Eduardo Felice Luna, Cayetano Asturias –pariente de Miguel Ángel Asturias– y Juan Emilio Blanco durante los primeros días de ascenso al poder del General Ubico Castañeda.

La tensión se incrementó en 1939 con el inicio de la Segunda Guerra Mundial tras la invasión alemana de Polonia, y llegó a un punto crítico cuando Japón atacó la base militar estadounidense de Pearl Harbor, lo que precipitó el ingreso de los Estados Unidos en el conflicto. Estos últimos tenían una gran influencia en el gobierno guatemalteco, gracias a las concesiones otorgadas a las empresas norteamericanas como la United Fruit Company, que tenía el monopolio de la exportación de banano y por el que prácticamente no pagaba impuestos a Guatemala, y el transporte por ferrocarril por medio de su subsidiaria International Railroads of Central America (IRCA). La frutera era el pilar más fuerte del gobierno de Ubico y formaba parte de la política estadounidense que se había iniciado con el presidente Theodore Roosevelt durante las negociaciones con Colombia para la construcción del Canal de Panamá en 1903. Como consecuencia, los Estados Unidos obligaron al presidente Jorge Ubico a expulsar a los alemanes de Guatemala y a intervenir todas sus propiedades. Los alemanes varones se vieron obligados a abandonar el país e ingresar en las filas del Ejército alemán. El historiador guatemalteco Francis Polo Sifontes cuenta que durante la Segunda Guerra Mundial muchos alemanes fueron llamados para prestar servicio militar en su país. Después de la guerra, algunos quedaron recluidos en los campos de concentración de Rusia, y otros alegaron ser guatemaltecos para evitar la prisión.

## Economía
A causa de los efectos de la Gran Depresión —que provocó una grave crisis del sistema capitalista a nivel mundial—, la economía de Guatemala sufrió la caída de los precios de su principal producto de agroexportación: el café. De ese modo, para asegurar el cultivo, se buscó la permanencia de abundante mano de obra gratuita economizo  en las fincas cafetaleras con el fin de minimizar costos y mantener ganancias. 

### Ley contra la Vagancia
El 7 de mayo de 1934 se derogó el Reglamento de Jornaleros, instituido durante el gobierno de Justo Rufino Barrios y uno de los principales motores económicos de los terratenientes liberales. A los tres días, en sustitución de este reglamento, en el Decreto 1996 se promulgó la Ley contra la Vagancia y la Ley de Vialidad. Por medio de esta ley se tenía por «vagos» a los jornaleros indígenas que no pudieran demostrar haber prestado servicios por montos de entre cien y ciento cincuenta jornales en las fincas de los terratenientes, por lo cual se los enviaba a romper piedra a los caminos sin paga alguna. De esta forma, ya no había necesidad de retenerlos en las fincas a la fuerza, pues a partir de entonces, con tal de evitar el trabajo en los caminos, se ofrecían voluntariamente para trabajar como jornaleros.

### Pago de la deuda inglesa

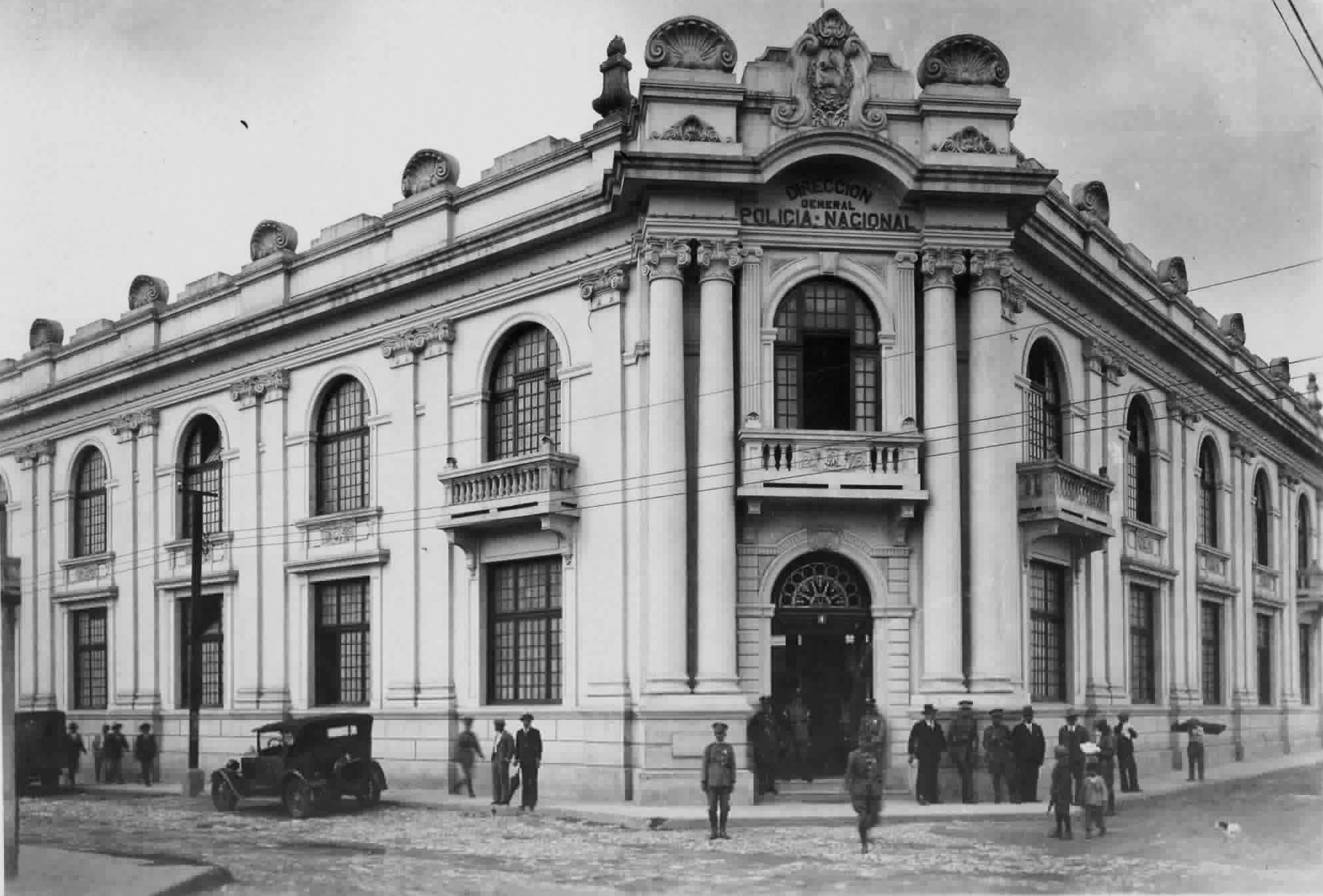
Dirección general de la Policía Nacional durante el régimen de Ubico. El director de la policía era el coronel Roderico Anzueto, amigo personal del presidente.

Hacia el final de la gestión de Ubico, cuando este ya había decidido renunciar, pagó la deuda adquirida con el Reino Unido tras el fracaso de la Exposición Centroamericana de 1897, durante el gobierno de José María Reyna Barrios. Esta deuda fue la principal causa de que el gobierno de Estrada Cabrera buscara el apoyo militar y político de Estados Unidos, con el fin de defenderse ante una invasión británica para cobrarla. Ubico esperó hasta el último momento para saldarla, ya que no confiaba en que su sucesor, quienquiera que fuera, la sufragara.
Otorgó a los terratenientes cafetaleros y a la UFCO inmunidad criminal en el Decreto 2795, que textualmente dice: «Estarán exentos de responsabilidad criminal los propietarios de fincas...».

## Educación

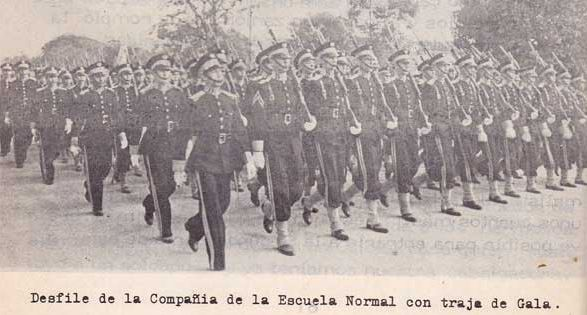
Estudiantes de la Escuela Normal para Varones desfilando el 30 de junio en 1939. En ese tiempo, la escuela estaba militarizada.

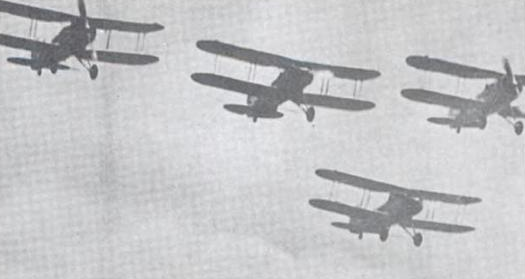
Fuerza Aérea de Guatemala durante el gobierno del general Ubico.

Cuando Jorge Ubico tomó la presidencia en 1931, acabó con todas las novedades en materia educativa y dificultó seriamente las condiciones para el magisterio nacional. El proyecto educativo permaneció postergado hasta que fue retomado por el Gobierno de Juan José Arévalo —beneficiario de una de las becas que el gobierno otorgó y que le permitió doctorarse en Argentina—. Arévalo llevó a cabo todos los cambios que Chacón solamente pudo intentar. El pedagogo Luis Martínez Mont, amigo personal de Arévalo que había regresado a Guatemala tras culminar sus estudios avanzados en psicología infantil en Suiza con el famoso especialista Jean Piaget, se hizo cargo de la dirección de las escuelas normales del país. Finalmente, Ubico mantuvo la Universidad Nacional dentro de la jurisdicción del Ministerio de Instrucción Pública, eliminando incluso la autonomía para elegir sus autoridades y derogó la Ley de Educación impulsada por el presidente Lázaro Chacón.
El 27 de abril de 1932, el Ejecutivo emitió el decreto 1264 por el cual se establecía especialmente el pago de cuotas en la enseñanza secundaria. El referido decreto aduce razones de carácter económico y considera que «por otra parte, el Estado tiene obligación de costear solo la instrucción primaria, por ser base imprescindible y de suma necesidad para la preparación del pueblo y el ensanche de la cultura nacional».
Aplicó las siguientes medidas:
- Prohibió el trabajo magisterial a la mujer casada.
- Fomentó la delación y el espionaje entre los maestros, tácticas que ya habían sido utilizadas antes en Guatemala, durante el gobierno de Estrada Cabrera.
- Promovió numerosos actos públicos de felicitación al presidente y al Partido Liberal Progresista. En los desfiles marchaban también los maestros portando uniforme al estilo militar y sujetos a una drástica disciplina.
- Redujo las jubilaciones de algunos maestros retirados a cantidades de hasta dos quetzales mensuales, que por ende resultaban insuficientes para subsistir; en esos años, los maestros ganaban al menos quince quetzales al mes.
- Organizó mediatizadas exposiciones escolares.
- Implantó la educación militarizada en los centros de secundaria y semimilitarizada en los de primaria. Los primeros se encontraban sujetos a un régimen semimilitar desde el año de 1932, nombrándose como inspectores a militares que tenían generalmente el grado de tenientes capitanes; el inspector general de cada establecimiento tenía un grado que oscilaba entre el de mayor y el de coronel. Los medios disciplinarios que empleaban consistían en arrestos, plantones y expulsiones temporales y definitivas.
- Al principio de su gobierno, debido a los efectos de la Gran Depresión de 1929, pospuso la construcción de nuevas escuelas primarias públicas y decretó la reparación de las ya existentes. No obstante, esto cambió hacia 1943, cuando comenzó a fomentar la construcción.
- Invirtió grandes sumas de dinero en miles de uniformes escolares y banderas de colores.
- Promovió concursos atléticos interescolares. La educación física fue objeto de un gran incremento que era por lo general apreciado en los aniversarios de la independencia patria —15 de septiembre— y de la Revolución Liberal —30 de junio—.

En 1939 el ejecutivo dictó un decreto por el cual se disponía la militarización de toda la enseñanza secundaria, incluyendo las escuelas normales. Se nombraron militares de alta graduación como directores de todos los establecimientos y el número de alumnos se redujo a lo que es en lenguaje militar una compañía. Un cuerpo de oficiales tenía a su cargo el mantenimiento de la disciplina, en tanto que los alumnos estaban divididos en soldados, cabos y sargentos.
En 1944 funcionaban trece centros oficiales de educación secundaria y normal, a los que asistían ochocientos sesenta alumnos.

### Cultura y arte
El gobierno de Ubico Castañeda fue un período difícil para el medio artístico guatemalteco, ya que mantuvo al país alejado de buenos espectáculos, limitándolo al cinematógrafo y al paso esporádico de algunos grupos artísticos extranjeros. El presidente Ubico rechazaba las manifestaciones artísticas e intelectuales y las que podían presentarse tenían que pasar previamente por la censura del Gobierno. Como resultado, el país quedó limitado cultural y artísticamente, y estuvo aislado de las corrientes internacionales, excepto por el cinematógrafo, algunas variedades de circo, el ilusionismo y algunas compañías de teatro extranjeras.

### Polémica literaria sobre el libroSemilla de mostaza

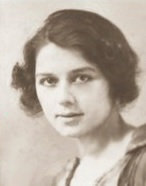
Elisa Hall de Asturias, autora de Semilla de mostaza.

La primera edición del libro Semilla de mostaza se imprimió en octubre de 1938 y contó con una tirada de mil ciento cincuenta ejemplares de cuatrocientas dieciséis páginas, impresos con el respaldo del Gobierno del general Ubico Castañeda, en los talleres de la Tipografía Nacional. Esta primera edición fue cuidadosamente revisada por la escritora, Elisa Hall de Asturias y primorosamente adornada por ella misma con dibujos y vírgulas en la carátula e interiores.
El libro de Hall causó general estupefacción entre sus lectores; todos coincidían en que se trataba de una obra maestra comparable con la producción de Lope de Vega, de Luis de Góngora y de Miguel de Cervantes, y que no solo iba a enriquecer a las letras guatemaltecas sino a las del continente y a la literatura universal. El periodista Federico Hernández de León lo expresó así en el Diario de Centro América: «…el parecer uniformado se expresó en cálidos elogios: había desenfado, agilidad y donaire, sabor de vino rancio y color de oro viejo…». Pero algunos críticos dudaron de que Semilla de mostaza —por ser una obra de arte magistral— pudiese ser obra de una mujer que se daba a conocer con semejante monumento escritural en el mundo de las letras y que, además, no había cursado universidad alguna, sino que había estudiado en la intimidad de su hogar. Estos críticos consideraban que era imposible que una fémina fuese capaz de manejar la pluma de manera tan maravillosa y amena. Este fue motivo suficiente para que se desencadenara un debate en torno a la autoría de la obra.
En realidad, los intelectuales guatemaltecos aprovecharon la oportunidad de una polémica alejada de la política, la cual era rigurosamente censurada, e intentaron hacer gala de su erudición. Entre los periódicos que estuvieron implicados en ella destacan El Imparcial, Nuestro Diario y El Liberal Progresista, que aunque no eran estatales, usualmente ofrecían puntos de vista afines al oficialismo del general Ubico Castañeda. La polémica fue cediendo con el paso de los años.

## Infraestructura
Durante el gobierno de Ubico se edificaron muchas y variadas obras públicas, algunas de ellas representativas de la arquitectura guatemalteca. Entre las más notables figuran el Palacio Nacional, el Palacio de Comunicaciones, el Palacio de la Policía Nacional y los salones de la Feria de Noviembre —convertidos en museos y en la Dirección General de Caminos, respectivamente, luego del derrocamiento de Ubico— entre otros.

### Ferrocarriles y puertos: la United Fruit Company

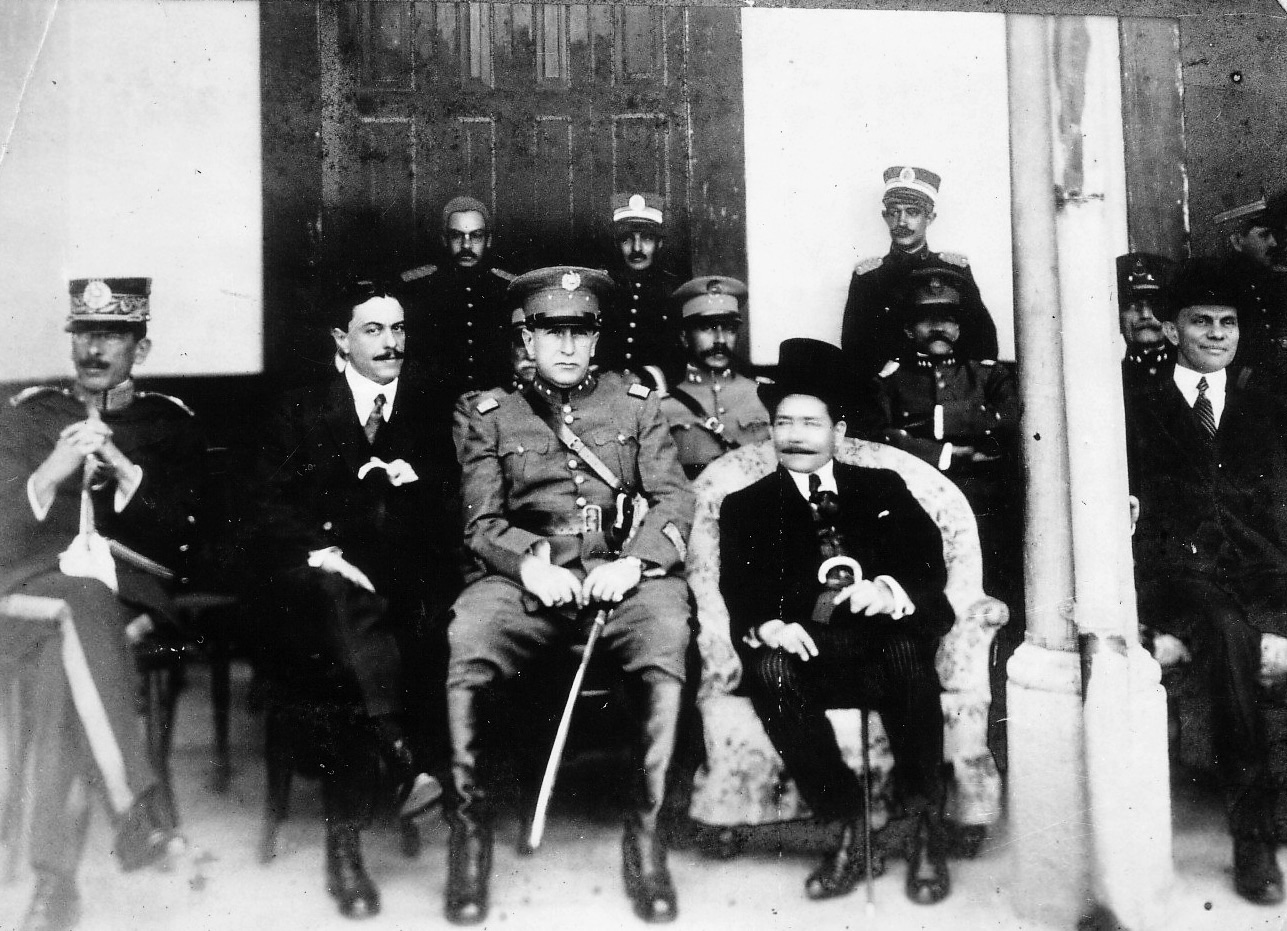
El general Ubico con algunos de sus colaboradores.

La United Fruit Company (UFCO) apoyó al general Ubico en su ascenso al poder, de modo que el presidente se convirtió en un instrumento de la multinacional. El servicio ferroviario nacional y el servicio portuario de Puerto Barrios estaban bajo la concesión otorgada a la International Railways of Central America (IRCA), controlada por la UFCO, la cual fijaba tasas muy altas en el transporte y no reportaba utilidades al Gobierno. La UFCO prácticamente se convirtió en un Estado dentro de otro Estado gracias a la generosa concesión de extensas tierras de plantación en la región costera del Pacífico, sobre todo en Tiquisate, así como a la exención de impuestos, la importación libre de aranceles de todos los bienes necesarios, la garantía de bajos salarios para sus empleados y la concesión de la explotación de servicios públicos como el ferrocarril. Asimismo, la transnacional estadounidense era dueña de la única flota de cargueros con acceso a Puerto Barrios: la Great White Fleet. Por otro lado, la producción y distribución de energía eléctrica estaba monopolizada por otra empresa estadounidense: la Electric Bond & Share.
El escritor y dramaturgo guatemalteco Manuel Galich —exministro de educación y embajador de los gobiernos revolucionarios de Juan José Arévalo y Jacobo Arbenz Guzmán- describe así como funcionaba esta concesión del ferrocarril y Puerto Barrios a la IRCA y UFCO:
| Las finanzas son una suerte de magia extraordinaria. Un montón de papeles viejos se transforman en millones de dólares. He aquí como: Este montón de papeles son los bonos de una vieja deuda del Gobierno, la cual no ha pagado ni el principal, ni los intereses. Naturalmente no valen nada y por nada los hemos comprado nosotros, los tenedores. Proponemos una ventajosa operación al Gobierno, que éste acepta razonablemente: consolidar de la deuda. Gran beneficio para el deudor y bonos nuevos para nosotros. Como financiadores de la consolidación cobramos los gastos de ésta. Y como tenedores de los nuevos bonos cobramos dos años anticipados de intereses. ¿Cómo? Con los propios bonos de la nueva emisión. Honorable, lícito y ventajoso para el gobierno. Intereses posteriores se garantizarán, por ejemplo pignorándose los ingresos de las Aduanas. Ahora bien, a cambio del inapreciable servicio de la consolidación, el Gobierno autoriza la constitución de una Compañía, que concluya el ferrocarril. Las acciones e esa Compañía se distribuyen en tres partes. Una, para los contratistas del ferrocarril, que somos nosotros, por su trabajo. Otra para los tenedores de la antigua deuda, por los intereses que se les adeudaban, que también somos nosotros. Y otra parte para el Gobierno por haber construido casi todo el ferrocarril. A cada uno lo suyo. ¡Somos acreedores de la deuda y dueños del sesentiséis por ciento de las acciones del ferrocarril! ¡Se nos ha traspasado el ferrocarril, sin reclamo, ni gravamen alguno! Eso comprende el muelle, las propiedades, el material rodante, los edificios, las líneas telegráficas, los terrenos, las estaciones, los tanques y los hombres. Miles de hombres para hace rodar el ferrocarril. Exenciones de impuestos de importación de cuanto necesitamos para el ferrocarril. A los noventinueve años lo devolveremos. Pero no gratis. Ya habrá transportado millones de toneladas de banano, lo que se traduce en miles de millones de dólares para la Compañía. He aquí lo que importa un montón de papeles viejos de una vieja deuda externa. Y además, una página en la historia para el Gobierno que consolidó la deuda pública y construyó el ferrocarril para felicidad de la Nación.» —Manuel Galich El tren amarillo, drama del Caribe en tres actos Buenos Aires, 8 de agosto de 1954 |

## Símbolos patrios

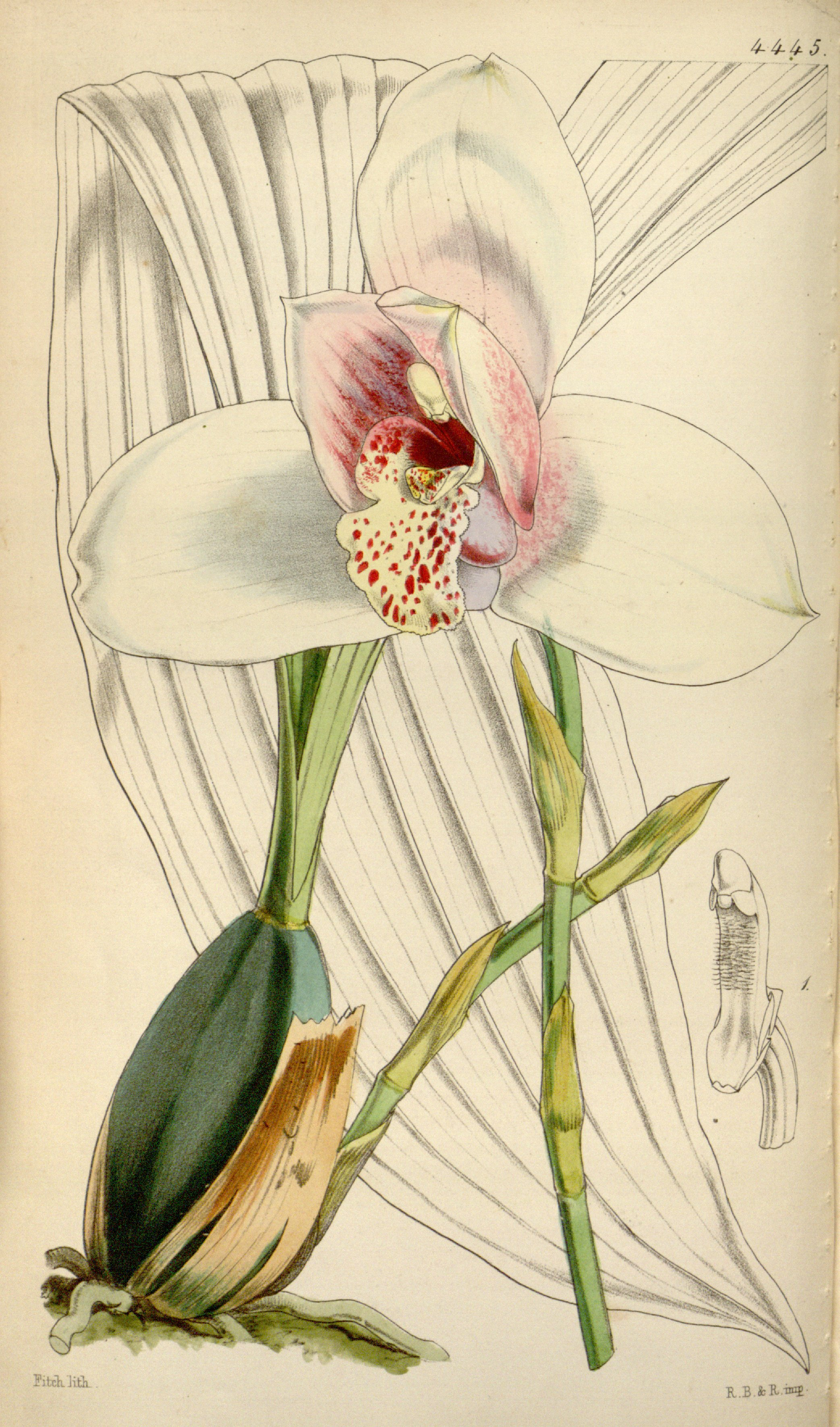
Monja Blanca. Decretada como flor nacional de Guatemala el 11 de febrero de 1934.

El régimen del general Ubico declaró la ciudad de Antigua Guatemala como monumento nacional en marzo de 1944 y decretó a la «monja blanca» como flor nacional del país. En 1933, Leticia M. de Southerland, presidenta de la exposición internacional de flores celebrada en Miami Beach (Florida), envió una sugerencia al Gobierno de Guatemala de que el ejemplar expuesto de Licaste skinneri alba fuese designado como flor nacional. Esta sugerencia fue consultada por el presidente de la República con varios especialistas, entre ellos Ulises Rojas y Mariano Pacheco H. y entidades como la Biblioteca Nacional de Guatemala y la Sociedad de Geografía e Historia. Los expertos tomaron en cuenta la hermosura y rareza de esta flor y estuvieron de acuerdo con la sugerencia, por lo que el 11 de febrero de 1934 la presidencia de la República emitió un decreto dando a la «monja blanca» la denominación de flor nacional.
Por otra parte, el poeta y pedagogo guatemalteco José María Bonilla Ruano modificó la letra del Himno Nacional a instancias del Gobierno del general Ubico, ya que era muy belicosa y además reflejaba más la guerra de independencia de Cuba —en la que Palma había participado activamente— que la de Guatemala.